# Rhyacophila aureomaculata
Rhyacophila aureomaculata är en nattsländeart som beskrevs av Schmid 1970. Rhyacophila aureomaculata ingår i släktet Rhyacophila och familjen rovnattsländor. Inga underarter finns listade i Catalogue of Life.